# Penisola Kearns

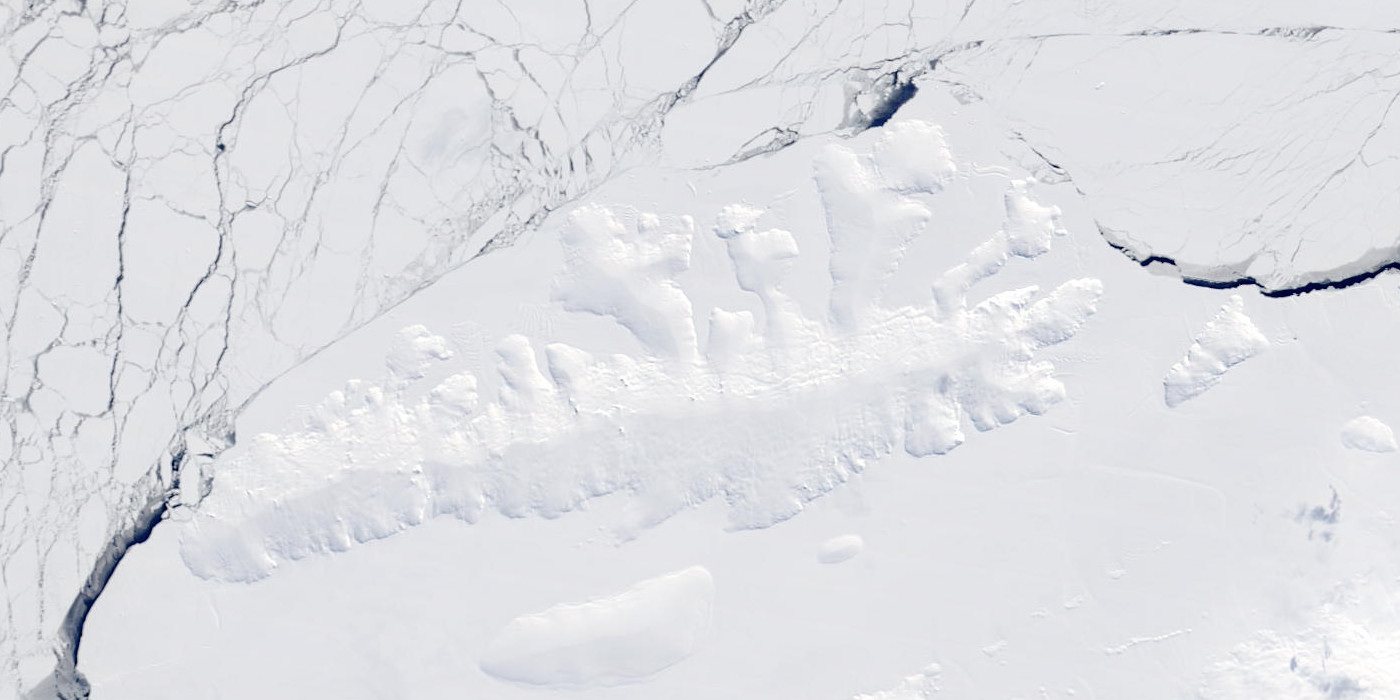
Un'immagine satellitare dell'isola Thurston.

La penisola Kearns è una penisola completamente coperta dai ghiacci situata sull'isola Thurston, al largo della costa di Eights, nella Terra di Ellsworth, in Antartide. Questa penisola, che si allunga verso nord nel mare di Bellingshausen per circa 10 km, si trova in particolare nella parte centro-occidentale della costa settentrionale dell'isola, tra l'insenatura di Peale, a est, e l'insenatura di Potaka, a ovest.

## Storia
La penisola Kearns fu scoperta durante ricognizioni aeree effettuate nel dicembre 1946 nel corso dell'operazione Highjump e fu del tutto mappata nel febbraio 1960 durante voli in elicottero partiti dalla USS Burton Island e dalla USS Glacier e svolti su quest'area nel corso di una spedizione di ricerca della marina militare statunitense nel mare di Bellingshausen, infine fu così battezzata dal Comitato consultivo dei nomi antartici in onore di William H. Kearns, tenente della riserve navale statunitense e co-pilota del Martin PBM Mariner che il 30 dicembre 1946 si schiantò nella parte meridionale della penisola Noville, in un incidente che costò la vita a tre dei nove occupanti del velivolo. I sopravvissuti, tra cui lo stesso Kearns, furono ritrovati solo 12 giorni dopo l'accaduto, l'11 gennaio 1947, quando furono avvistati dal tenente pilota James L. Ball, e furono tratti in salvo il giorno dopo dal tenente pilota John D. Howell, che ammarò con il suo Mariner al largo della costa nord-occidentale della penisola.